# فرانک فیشر
فرانک فیشر (انگلیسی: Frank Fisher; ۱ ژانویهٔ ۱۹۰۱ – ۲۳ آوریل ۱۹۸۳) بازیکن هاکی روی یخ اهل کانادا بود.